# William Whyte (Leichtathlet)
William Whyte (William Miller „Tickle“ Whyte; * 16. August 1903 in Melbourne; † November 1964) war ein australischer Mittelstreckenläufer.
1928 wurde er bei den Olympischen Spielen in Amsterdam Neunter über 1500 m und schied über 800 m im Vorlauf aus. Bei den British Empire Games 1930 in Hamilton gewann er Silber im Meilenlauf.
1924 und 1926 wurde er Australasiatischer Meister über 880 Yards und 1930 Australischer Meister im Meilenlauf.

## Persönliche Bestzeiten
- 880 Yards: 1:56,0 min, 21. August 1926, Brisbane
- 1500 m: 3:59,9 min, 1. August 1928, Amsterdam
- 1 Meile: 4:21,2 min, 10. März 1928, Melbourne